# 曹植 (朝鮮)
曹植（：／；1501年7月10日—1572年2月21日），字楗仲（韓語：건중），號南冥（韓語：남명），昌寧郡人，朝鮮王朝儒者、政治家、詩人，諡號文貞（韓語：문정）。
他與李滉、李珥並稱朝鮮朱子學三大儒。

## 著書
- 南冥集
- 南冥學記
- 神明舍圖
- 破閑雜記
- 南冥學記類編
- 南冥歌
- 勸善指路歌